# Perfect Situation
"Perfect Situation" (em português: Situação Perfeita) é uma música da banda americana de rock Weezer, lançada como o terceiro single do seu quinto álbum, Make Believe após "Beverly Hills" e "We Are All on Drugs".
Esta é uma das músicas mais bem sucedidas dos Weezer até aos dias de hoje, atingindo o topo da tabela Modern Rock Tracks da Billboard durante quatro semanas, seguindo a saída do primeiro single do álbum Make Belive, "Beverly Hills", apesar de só ter atingido o 51.º lugar na principal tabela da Billboard, a tabela Billboard Hot 100.

## Edição radiofónica
A versão para rádio desta música dispõe de uma introdução encurtada, de tempos sintetizados no primeiro e segundo refrões (a versão do álbum só o apresenta no segundo refrão), dos "oh oh" do refrão retrabalhados e da adição de vozes de fundo a dizer "Perfect Situation" no final. A versão para rádio é oito segundos mais curta que a versão do álbum. O refrão retrabalhado presente na edição radiofónica é uma das duas maneiras originais na qual Cuomo compôs a música.Durante a digressão do Verão de 2005, quando a banda pediu ao público para cantar em coro, este estranhamente entoou o refrão da forma alternativa a que Cuomo tinha escrito (diferente da versão gravada). Numa entrevista durante a actuação da banda no AOL Sessions de 2005, Cuomo afirmou:
| “ | Bem, se dez mil pessoas pensam que nós devemos seguir este caminho, talvez nós voltemos atrás e regravemos a faixa. | ” |

A versão alternativa da música foi colocada nas publicações mais tardias do álbum, contendo a introdução completa, os refrões retrabalhados e um final diferente.

## Vídeo musical
O video, realizado por Marc Webb, estreou a 11 de Novembro de 2005 e apresenta a actriz Elisha Cuthbert como a vocalista dos Weeze, uma banda fictícia antecessora dos Weezer, que é substituída pelo actual vocalista Rivers Cuomo. O video também conta com a participação de Karl Koch, webmaster/fotógrafo/gestor de arquivo e amigo de longa data da banda, e, tal como no videoclipe de Beverly Hills, de dezenas de fãs e corresponderam à chamada de casting para entrarem nas gravações. Uma nova capa de Make Believe foi criada para o videoclipe de "Perfect Situation", mostrando o nome fictício "Weeze".

## Lista de faixas
Single
| N.º | Título              | Compositor(es) | Duração |  |
| 1.  | "Perfect Situation" | Rivers Cuomo   | 4:14    |  |